# Dezső Kovács
Dezső Kovács (n. 11 iulie 1948, Târgu Mureș – d. 9 martie 2015, Târgu Mureș) a fost un stomatolog, medic primar de chirurgie oro-maxilo-facială, prodecan, șeful disciplinei Chirurgia Orală și Maxilo – Facială, Anesteziologie Stomatologică, Stomatologie Generală, Implantologie, Urgențe Medico – Chirurgicale și șeful Secției Clinice Chirurgie Orală și Maxilo – Facială din cadrul Spitalului Clinic Județean de Urgență din Târgu Mureș.

## Biografie
Kovács a terminat studiile de stomatologie în anul 1973 cu magna cum laude, apoi din anul 1975 până la intrarea în pensie a fost cadru didactic la Facultatea de Medicină Dentară de la Universitatea de Medicină și Farmacie din Târgu Mureș. În urma activității sale didactice și clinice au părut nenumeroase publicații, cărți și caiete de lucrări practice de specialitate atât în limba română, cât și în limba maghiară.

## Ordine, distincții și afilieri
- Ordinul de Merit al Președintelui Ungariei (2012) [3]
- Membru titular al Academiei Maghiare
- Președintele Societății Române de Chirurgie Oro-Maxilo-Facială  între anii 2006-2008
- Membru de onoare al Societății Mahiare de Chirurgie Oro-Maxilo-Facială
- Președintele Societății Muzeului Ardealean